# Rembielin (Płock)
Pour les articles homonymes, voir Rembielin.
Rembielin (prononciation : [rɛmˈbjɛlin]) est un village polonais de la gmina de Brudzeń Duży dans le powiat de Płock de la voïvodie de Mazovie dans le centre-est de la Pologne.
Il se situe à environ 6 kilomètres au sud-ouest de Brudzeń Duży (siège de la gmina), 20 kilomètres au nord-ouest de Płock (siège du powiat) et à 115 kilomètres au nord-ouest de Varsovie (capitale de la Pologne).
Le village compte approximativement une population de 177 habitants en 2005.

## Histoire
De 1975 à 1998, le village appartenait administrativement à la voïvodie de Płock.